# Erve Scholpenoirt
Erve Scholpenoirt is een historische kloosterhoeve, gelegen in de Onderdijkse Waard, in het verleden de Onderdijkse Polder genoemd. Deze polder was eerder verdeeld tussen de gemeentes Kampen en Wilsum. Door het project Ruimte voor de Rivier is het gebied en de landerijen rondom dit erf sinds 2018 gelegen op een eilandje in het Reevediep tussen de Scheeresluis en de Inlaat Het lange eind in. Voor dit eilandje ligt nog een onbewoond eiland tussen de IJssel en het Reevediep. Het eilandje waar Scholpenoirt op gelegen is, ligt tussen Kampen en Kamperveen in. Het hoort conform het Centraal Bureau voor de Statistiek bij Kamperveen.

## Geschiedenis
Deze hoeve was een van de bezittingen en landerijen van het Kartuizerklooster Sonnenberg gelegen in Oosterholt bij Kampen. Dit erf wordt voor het eerst genoemd in 1488. Zowel het klooster als de kloosterhoeve maakten deel uit van het toenmalige kerspel Wilsum. Na de reformatie wordt dit erf en de kloosterhoeve "Grote oever" genoemd en komt het in privé handen, zoals dat o.a. is beschreven in het boek van Stadsarchivaris Don uit 1966. Net ten zuiden van dit erf, lag de veeroever van het Wilsummerveer, aan de zijde van de Onderdijkse Waard. Een veerboot voer tussen 1685 en 1971: eerst tussen de twee oevers dus van het Kerspel Wilsum, vanaf 1811 tot 1937 gemeente Wilsum en daarna Groot IJsselmuiden ofwel, de voormalige gemeente IJsselmuiden. Het grondgebied van Wilsum lag eeuwenlang aan beide oevers van de IJssel, zoals ook op onderstaande kaart te zien is.In de 15e eeuw heette het deel van de Onderdijkse Polder in het Kerspel Wilsum: Wilsemer Oever.

## Afbeeldingen

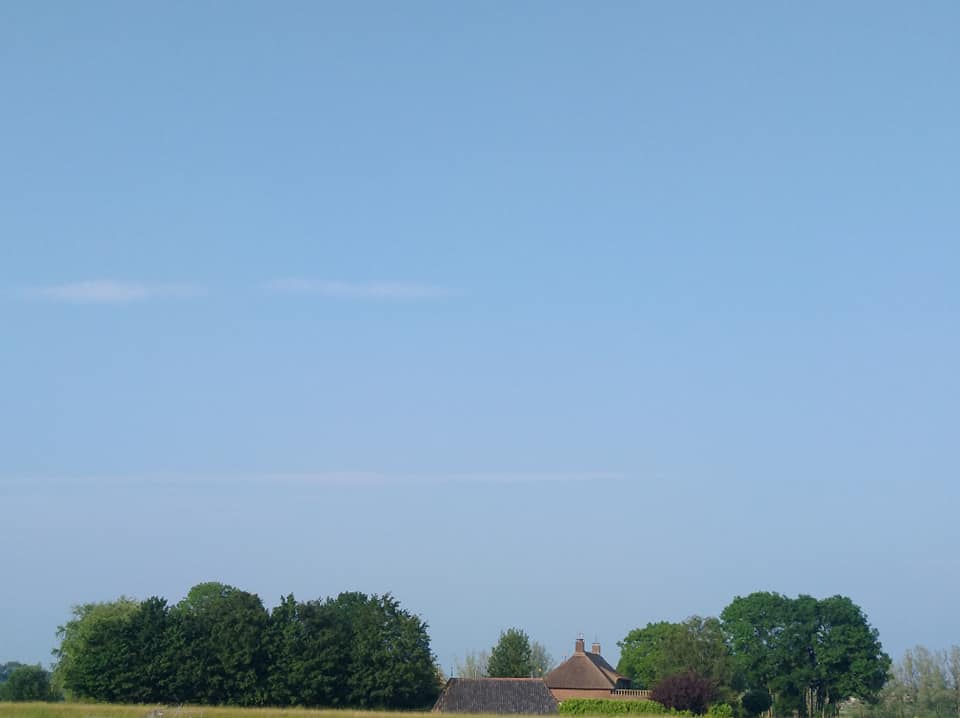
De hoeve:Erve Scholpenoirt, vanaf de zijkant.
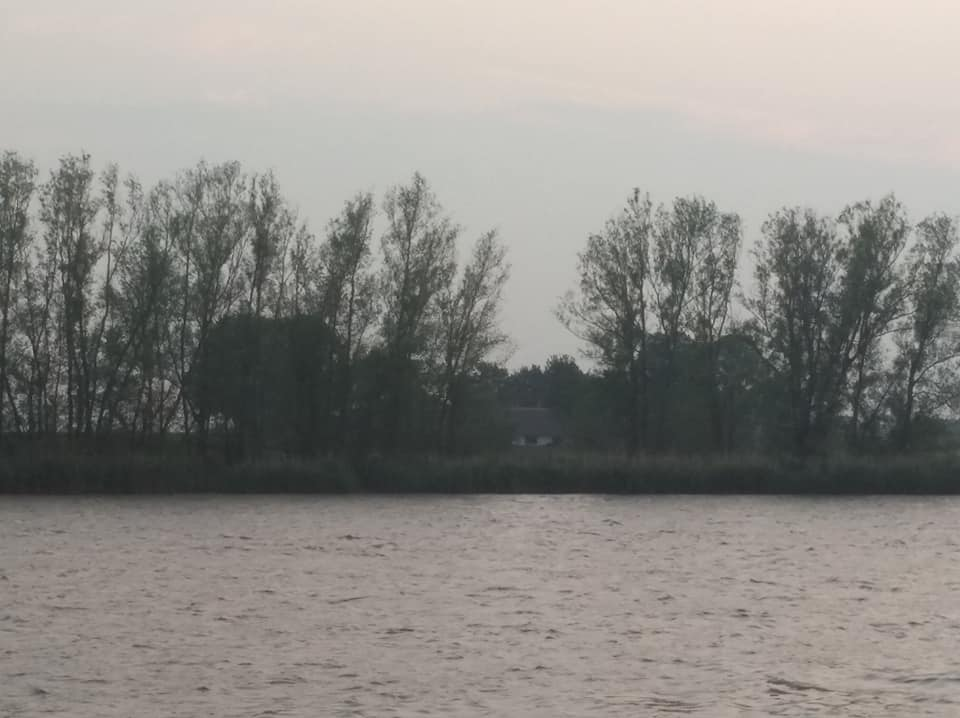
De hoeve:Erve Scholpenoirt, Doorkijk vanaf Wilsum (NL).
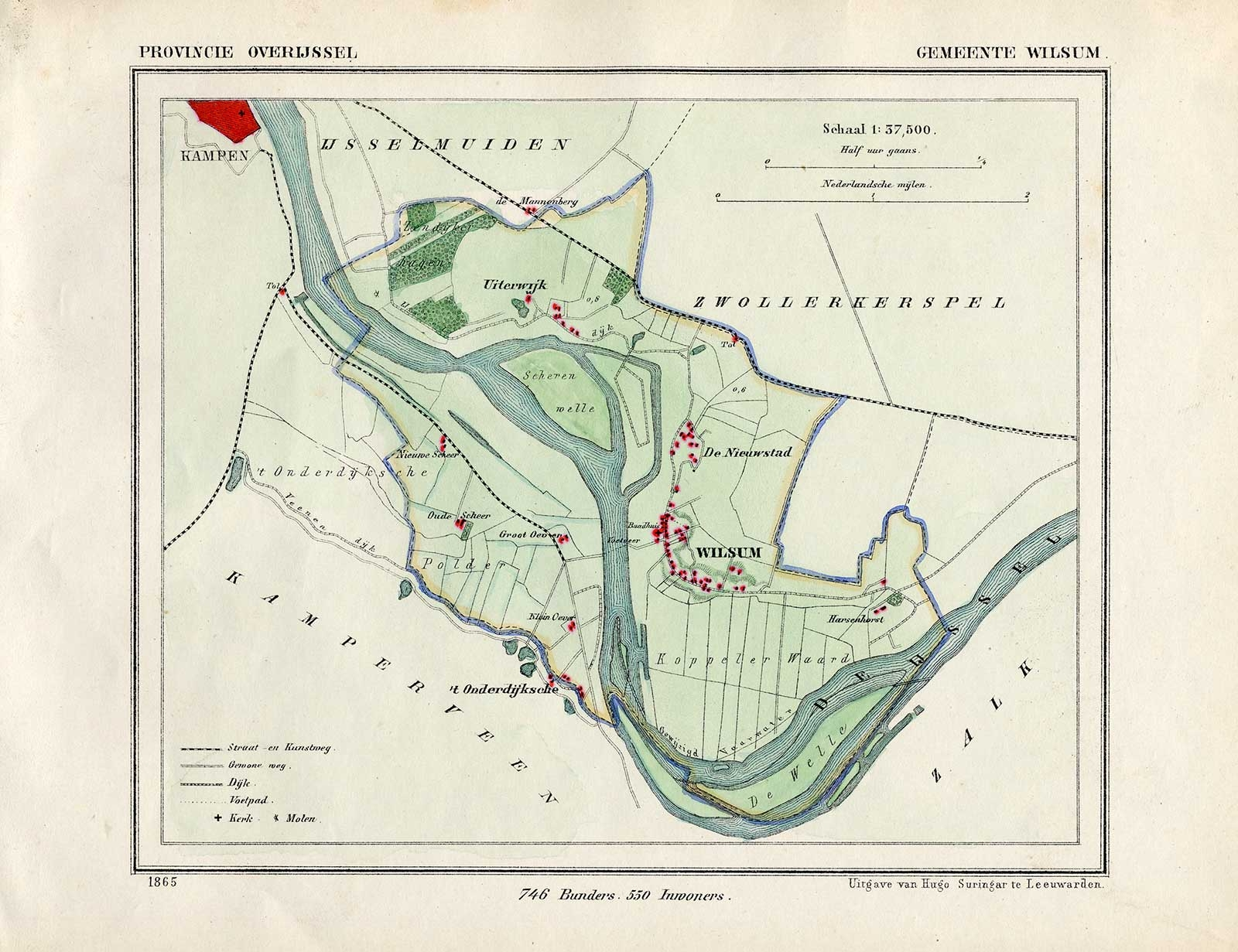
Kaart van de gemeente Wilsum die op deze manier bestaan heeft van 1811 tot 1937, waar ook de Wilsummerveer en het Wilsummer deel van de Onderdijkse Polder te zien zijn. Erve Scholpenoirt wordt Groot Oever genoemd.